# Fiii omului cu inima de piatră (roman)

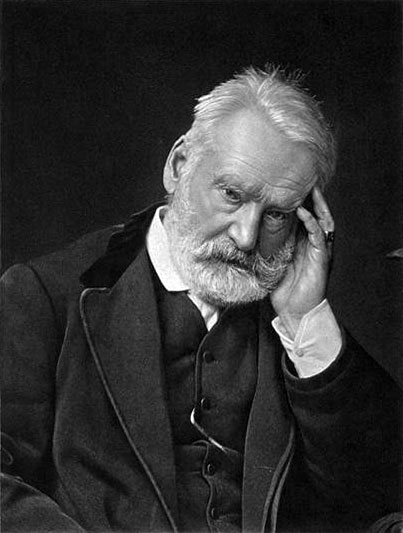
Fiii omului cu inima de piatră a fost influențat, în opinia criticilor literari maghiari, de scrierile romantice ale lui Victor Hugo.

Fiii omului cu inima de piatră (în maghiară A kőszívű ember fiai) este un roman istoric scris de Mór Jókai și publicat pentru prima oară în anul 1869. El a apărut mai întâi în foileton în cotidianul A Hon (Patria) din Pesta, apoi în șase volume editate de Editura Athenaeum din Pesta.
Acțiunea romanului se petrece în perioada Revoluției Maghiare din 1848-1849, fiind inspirată din lupta poporului maghiar pentru libertate și independență împotriva monarhiei habsburgice. Frații Ödön, Richárd și Jenő Baradlay, aflați în posturi în care slujeau interesele habsburgice, sunt chemați de mama lor în Ungaria după moartea tatălui lor („omul cu inima de piatră”) și iau parte la războiul de eliberare al țării.
Romanul a fost scris în mijlocul luptelor politice de după compromisul austro-ungar (1867), urmărind să descrie avântul patriotic din anii 1848-1849 și să reafirme obiectivul independenței maghiare. Jókai s-a inspirat din lucrarea istorică Magyarország függetlenségi harcának története (1865) scrisă de episcopul Mihály Horváth, din știrile publicate în ziarele acelor ani, precum și din propriile sale experiențe ca revoluționar. În plus, unele evenimente i-au fost relatate de prietenul și colegul său de partid Dániel Boczkó, fost comisar al guvernului revoluționar maghiar în Transilvania.
Perioada 1860-1875 este considerată de istoricii literari drept cea mai fecundă perioadă a lui Mór Jókai, în care au apărut cele mai valoroase opere literare ale scriitorului maghiar. Jókai a dobândit atunci o popularitate imensă, fiind considerat cel mai mare scriitor maghiar al epocii.

## Rezumat

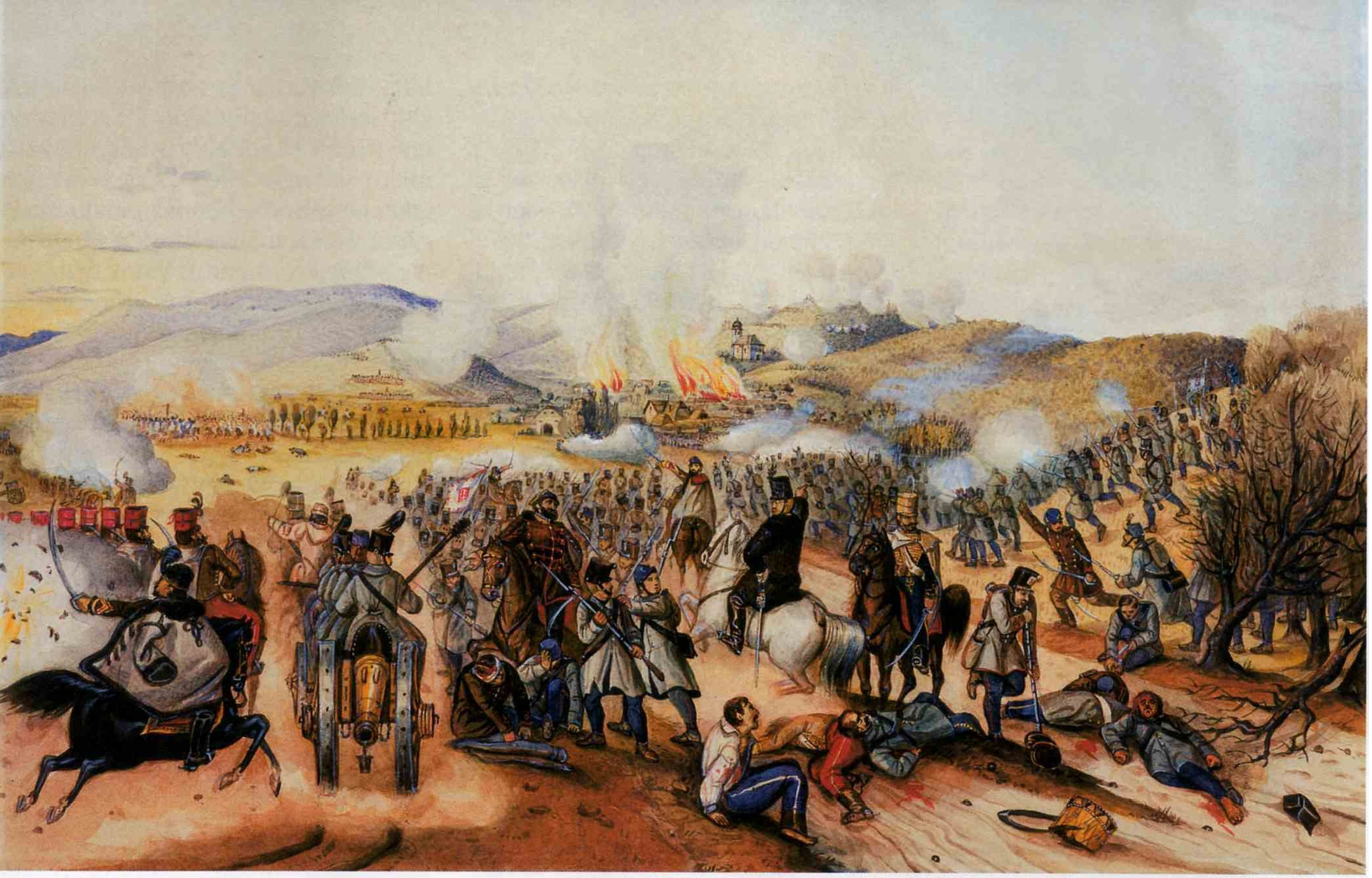
Bătălia de la Isaszeg (1849), în care a avut loc confruntarea dramatică între Richárd Baradlay și Ottó Palvicz.

Aflat în apropierea morții la castelul Nemesdomb, nobilul maghiar Kazimir Baradlay îi transmite soției ultimele sale dorințe pe care îi cere să le îndeplinească întocmai. El s-a purtat până atunci cu familia sa ca un stăpân cu inima de piatră, fiind un supus loial al regimului habsburgic și un susținător al păstrării vechilor privilegii medievale. Kazimir îi cere soției să se recăsătorească după șase săptămâni de doliu cu administratorul Bence Rideghváry, succesorul său la conducerea comitatului, pentru a păstra intacte interesele familiei. Cei doi soți aveau trei copii care erau plasați în posturi în care slujeau interesele străine. Potrivit dispozițiilor testamentare ale tatălui lor, fiul cel mai mare, Ödön, trebuia să rămână diplomat la Sankt Petersburg, mijlociul, Richárd, urma să mai rămână o lună ofițer în garda regală austriacă, apoi să treacă la cavalerie și mai târziu în statul major, iar mezinul, Jenő, să avanseze ca funcționar superior la curtea imperială de la Viena.
Văduva Baradlay jură după moartea soțului ei să nu-i îndeplinească niciuna dintre dorințe și procedează exact pe dos. Ea îl cheamă acasă pe Ödön, pe care tatăl său îl trimisese în Rusia pentru a-l face să o uite pe iubita sa Aranka, fiica pastorului reformat Bertalan Lánghy. Fiul cel mare pleacă imediat către țară pentru a îndeplini dorința mamei sale, riscându-și viața în traversarea în plină iarnă a Rusiei. El se căsătorește cu Aranka (cu care va avea ulterior doi băieți) și preia postul de prefect pe care-l deținuse anterior tatăl său, fiind adeptul unei politici liberale de înnoire a țării.
Ceilalți doi fii se aflau la Viena și își petreceau adesea timpul liber participând la balurile organizate în palatul baroanei Plankenhorst. Baroana și fiica ei, Alfonsine, pretindeau că au origini nobiliare și mimau luxul pentru a atrage pretendenți bogați. În timp ce Jenő era îndrăgostit de frumoasa și cruda Alfonsine, fără a ști că aceasta avea un copil pe nume Károly dintr-o relație secretă cu ofițerul austriac Ottó Palvicz, fratele lui mai mare, căpitanul Richárd Baradlay, începe să o curteze pe Edit Liedenwall, o rudă săracă a familiei Plankenhorst, cu care se va logodi ulterior.
Declanșarea Revoluției în martie 1848 produce schimbări importante. Ödön se alătură forțelor revoluționare, devenind comisar șef al guvernului revoluționar maghiar. Spre sfârșitul lunii octombrie, după lupte grele și regruparea forțelor reacționare, doamna Baradlay se duce la Viena și-i convinge pe ceilalți doi fii să revină în Ungaria. Richárd reușește să ajungă în țară, împreună cu compania de husari pe care o conducea, după traversarea istovitoare a mai multor obstacole (Dunărea, Morava și sectorul vestic al Munților Carpați). Jenő abandonează postul de secretar de legație la Sankt Petersburg (în care urma a fi numit) și logodna plănuită cu Alfonsine Plankenhorst și părăsește Viena, împreună cu mama lui. El este trimis la castelul de vară al familiei de pe insula dintre Crișuri pentru a avea grijă de soția și de copiii lui Ödön care se adăposteau acolo de frica holerei.

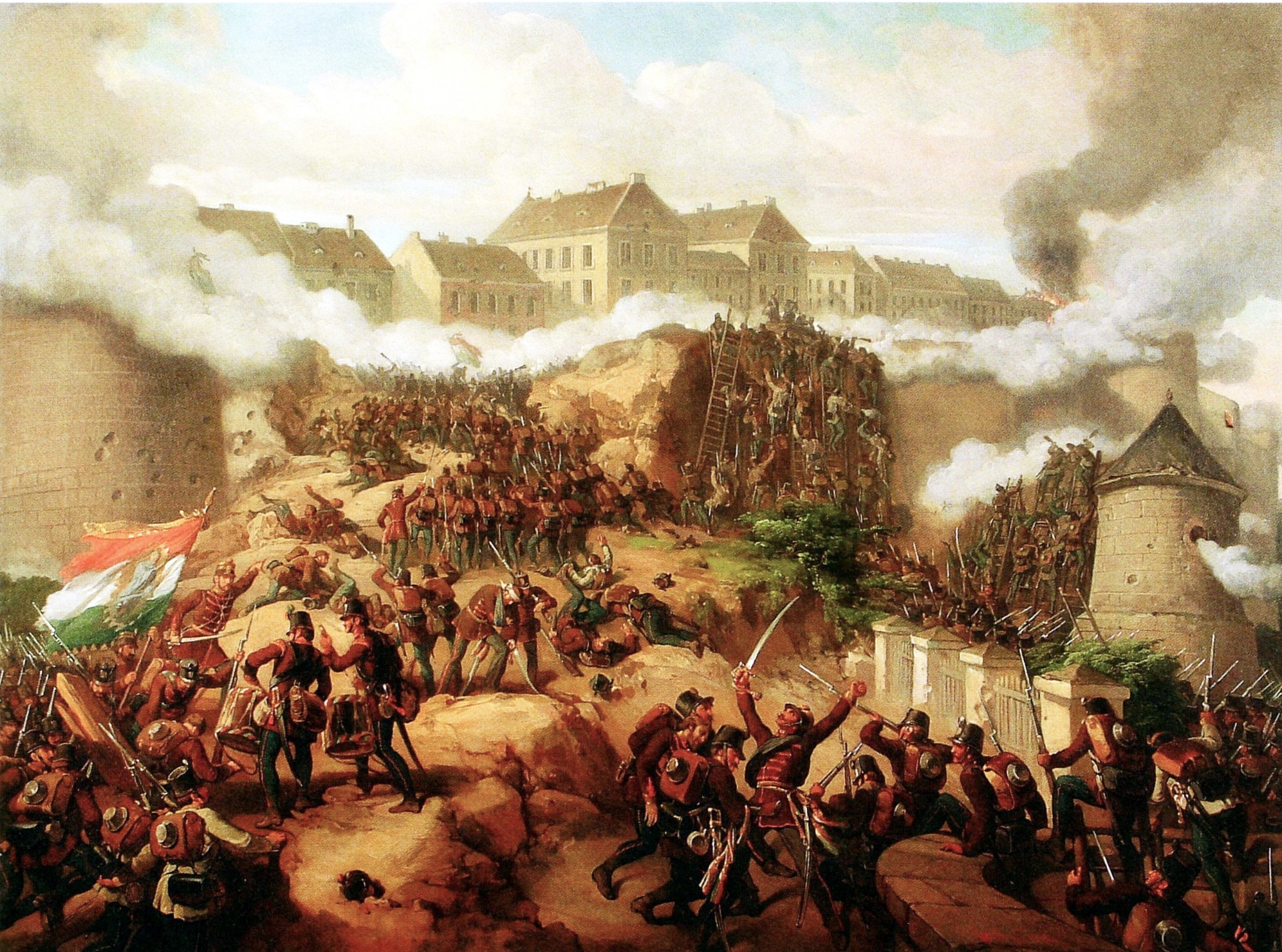
Asediul Budei (1849), eveniment central al romanului.

Atacată de armata imperială, oastea maghiară se retrage din fața inamicului la Kassa (4 ianuarie 1849), dar obține o victorie glorioasă la Isaszeg (6 aprilie 1849). Richárd luptă eroic în ambele lupte și se confruntă cu Ottó Palvicz într-un duel pe viață și pe moarte pe câmpul de luptă din pădurea Királyerdő. Rănit mortal, ofițerul austriac îl roagă pe husar să-i găsească băiatul și să-l ia în grija lui. Richárd și Ödön iau parte apoi la asediul cetății Buda (4-21 mai 1849), iar căpitanul de husari este rănit în încercarea de a opri aruncarea în aer a Podului cu Lanțuri. După victorie, Richárd îl găsește pe micul Károly Palvicz și se înregistrează ca tutore al copilului.
Revoluția Maghiară este zdrobită în cele din urmă de oastea imperială austriacă cu ajutorul armatei ruse, iar, după capitularea oștii maghiare la Șiria (13 august 1849), Ödön încearcă să fugă în Anglia cu un pașaport englezesc fals, dar este recunoscut și arestat la Gepiu de fostul său prieten Leonin Ramiroff, devenit între timp colonel al unui regiment de lăncieri ruși. Evadează de acolo și ajunge în cele din urmă la castelul de pe insula dintre Crișuri, unde așteaptă ca autoritățile să-i decidă soarta. Tribunalul Militar din Pesta îl citează din greșeală pe Jenő (traducând greșit numele unguresc Ödön ca Eugen von Baradlay), iar acesta ascunde adevărul în fața familiei, asumându-și faptele fratelui său mai mare și fiind executat ulterior în locul acestuia.
Aflat în aceeași închisoare, Richárd este condamnat și el la moarte, dar crudul general Haynau (guvernatorul general al Ungariei) îi grațiază pe toți condamnații după ce este informat de Alfonsine Plankenhorst (care dorea să răzbune moartea lui Ottó Palvicz) că urmează să fie demis în ziua următoare. Richárd este eliberat din închisoare și se căsătorește în curând cu Edit Liedenwall, care devine prin această căsătorie unica moștenitoare a averii bogatului baron Alfred Plankenhorst. Odată cu trecerea anilor familia Baradlay își recapătă averea, în timp ce Alfonsine Plankenhorst sărăcește și, abandonată de propriul ei copil, ajunge într-un spital pentru oamenii nevoiași.

## Capitole
Romanul este împărțit în două părți cu un total de 50 de capitole nenumerotate (partea întâi - 18 capitole și partea a doua - 32 capitole), fiecare capitol având un titlu.
Partea întâi
- Șaizeci de minute
- Rugăciunea de înmormântare
- Tallérossy Zebulon
- Doi prieteni
- Ceilalți doi
- Oameni de tot felul
- Bakfiș
- Negustorul de vechituri
- Răzbunare femeiască
- Rândurile subliniate
- Ziua logodnei
- Prima treaptă spre acea poziție înaltă
- Zile de primăvară
- Reversul medaliei
- Cei ce iubesc cu adevărat
- Un amurg roșu, sângeriu
- Cel de al treilea
- În față apă, în urmă foc!

Partea a doua
- O armată națională
- Comisarul de paie
- Prima lecție scump plătită
- Hâtrul
- În Királyerdő
- Testamentul adversarului muribund
- Rază de soare și rază de lună
- Bezna
- Mindenváró Ádám
- Ce ți-e scris, în frunte ți-e pus
- Un călăreț singuratic
- O luptă cu trăsnete
- Apogeul bătăliei
- Copilul lepădat
- Ephialtes
- Periheliu
- Prieteni vechi și buni
- Nadir
- Scrisoarea nu a fost arătată
- Un om pe care nu l-am cunoscut până acum
- De pe lumea cealaltă
- În fața omului cu inima de piatră
- Telegraful închisorii
- Prima lovitură de pumnal
- O zi cu dureri de cap
- Vârful pumnalului s-a frânt
- Omul cu inima de piatră răspunde
- Pețitorul
- Comedy of errors
- Cheia suferințelor
- Peste douăzeci de ani
- Epilog

## Personaje
- Kazimir Baradlay - nobil maghiar (baron), stăpânul unor moșii întinse, persoană conservatoare, „omul cu inima de piatră”.[12] A dus timp de un sfert de secol o politică conservatoare și antinațională, manifestându-se ca un supus loial al regimului habsburgic și un susținător al păstrării vechilor privilegii medievale.[5][11] Moare în urma unei boli de inimă.[5]
- Mária Baradlay - văduva lui Kazimir Baradlay și mama celor trei fii, își crește copiii în spiritul dragostei față de patrie, insuflându-le permanent simțul datoriei naționale.[12] După ce a fost supusă mereu soțului ei, jură la moartea lui să nu-i îndeplinească dispozițiile testamentare și își cheamă acasă fiii, convingându-i să ia parte la lupta de eliberare națională.[5][16]
- Ödön Baradlay - fiul cel mare al lui Kazimir Baradlay, secretar de legație la Sankt Petersburg.[31] Chemat acasă de mama lui, preia funcția de prefect al comitatului și ia parte la Revoluția Maghiară din 1848-1849 în calitate de comisar șef al guvernului revoluționar maghiar.[5]
- Richárd Baradlay - fiul mijlociu al lui Kazimir Baradlay, căpitan într-un regiment de husari din Viena.[32] Revine în Ungaria, împreună cu compania pe care o conduce, și ia parte la luptele pentru eliberarea Ungariei.[5] Arestat și condamnat la moarte, este grațiat în urma unei răsturnări de situație miraculoase.[11]
- Jenő Baradlay - fiul cel mic al lui Kazimir Baradlay, funcționar superior la curtea imperială din Viena.[5] Este îndrăgostit de Alfonsine Plankenhorst, cu care își dorește să se căsătorească, dar cedează rugăminților mamei lui și se întoarce în Ungaria, murind eroic în locul fratelui său cel mai mare.[5]
- Bence Rideghváry - administratorul comitatului, succesorul politic al lui Kazimir Baradlay,[33] om politic reacționar devenit comisar guvernamental al oștilor imperiale austriece.[34] Trădează cauza Ungariei, alcătuind un document în care nobilii maghiari cer intervenția țarului Rusiei pentru înăbușirea Revoluției Maghiare.[11]
- Zebulon Tallérossy - mic moșier maghiar, cu o familie mare (cinci fiice).[35] Nehotărât și oportunist, ajunge locțiitor de comisar al guvernului și maior în garda națională,[36] dar se teme să nu fie ucis și încearcă permanent să-și salveze viața și averea.[37] Folosește în vorbire o topică inversată.[38]
- dl. Pál - ordonanța lui Richárd Baradlay, bătrân husar în vârstă de 60 de ani, fost luptător în Războaiele Napoleoniene.[39] Își sacrifică viața pentru a-l proteja cu propriul corp pe iubitul său comandant, care fusese rănit în luptă.[7]
- Alfonsine Plankenhorst - fiica Antoinettei Plankenhorst și iubita lui Jenő, o femeie frumoasă, dar rea la suflet.[40] Pretinde că este o susținătoare a mișcării revoluționare, dar îi trădează pe revoluționarii austrieci, transmițând în secret informații către autoritățile imperiale.[41] Încearcă să se răzbune pe membrii familiei Baradlay, după moartea în luptă a lui Ottó Palvicz, dar eșuează.[11] Sărăcește odată cu trecerea timpului și, doborâtă de mizerie, este adăpostită într-un spital maghiar.[42]
- Antoinette Plankenhorst - baroneasă văduvă, mama Alfonsinei.[19] Este trimisă ulterior de propria ei fiică la un azil de nebuni.[43]
- Ottó Palvicz - ofițer (maior, apoi colonel) în armata austriacă, comandantul unui regiment de cuirasieri.[44] Este rănit mortal de Richárd Baradlay în Bătălia de la Isaszeg.[22]
- Edit Liedenwall - rudă săracă a familiei Plankenhorst, verișoara Alfonsinei, logodnica lui Richárd Baradlay.[45] Este trimisă de familia Plankenhorst la mănăstirea călugărițelor Sfintei Brigita.[46]
- Bertalan Lánghy - pastorul reformat de la Nemesdomb, urmaș de curuți.[47] Organizează o trupă de răsculați care să lupte împotriva invadatorilor ruși în câmpia de pe malul Tisei și moare de apoplexie în urma efortului depus.[46][48]
- Aranka Lánghy - fiica pastorului Bertalan Lánghy, iubita lui Ödön.[49] Se căsătorește cu Ödön, după moartea „omului cu inima de piatră”, având apoi doi copii.[11]
- Gergő Boksa - mic nobil maghiar, bătăuș electoral, bețiv și indisciplinat,[50] supraveghetorul unei cirezi de boi în timpul Revoluției.[51] În momentul înăbușirii Revoluției Maghiare vinde boii către Armata Imperială Rusă, pentru ca aceștia să nu fie confiscați, iar ulterior îl ajută pe Ödön să ajungă la castelul de pe insula dintre Crișuri.[11]
- Hugo Mausmann - student medicinist austriac,[52] care conduce o legiune de studenți vienezi în acțiunile revoluționare de la Viena.[51] Se alătură apoi în mod voluntar revoluționarilor maghiari, luptă în Bătălia de la Kassa și moare în asaltul final al asediului Budei.[53] Este un om vesel care vorbește deseori în rime.[53]
- meșterul Mihály - cizmar din Pesta, gazda lui Richárd Baradlay.[54] Este un patriot maghiar și îl ucide pe trădătorul Szalmás.[7]
- Mihály Szalmás - notarul de la Nemesdomb, omul de încredere al lui Rideghváry.[55] Susține reacțiunea imperială antimaghiară și este ucis de meșterul Mihály în timpul asediului cetății Buda după ce se descoperă că era spion al armatei austriece.[56]
- Ádám Mindenváró (în traducere „Adam cel Atotașteptător”)[57] - chiabur ungur, bețiv și lipsit de patriotism.[58] Manifestă indiferență față de schimbările politice din țară.[59]
- Leonin Ramiroff (Leonid Ramirov în traducerea română) - tânăr nobil rus, ofițer de gardă, prietenul lui Ödön, cu care traversează în plină iarnă câmpiile Rusiei către Ungaria.[17] Devine ulterior colonel al unui regiment de lăncieri ruși și își arestează fostul prieten care încerca să scape de justiția severă a lui Haynau.[25]
- generalul Haynau - guvernatorul general al Ungariei după înfrângerea Revoluției Maghiare.[60] Atacat cu focuri de armă la intrarea în capitala Ungariei, a dispus represalii sângeroase.[60] Suferă de dureri de cap îngrozitoare și, urlând de durere, semnează condamnări la moarte pentru toți cei acuzați de trădare.[60] Anunțat de Alfonsine că urmează a fi eliberat din funcție din cauza asprimii măsurilor sale, generalul Haynau își folosește puterile depline pe care le avea pentru a-i grația pe toți condamnații, răzbunându-se astfel pe guvernul imperial austriac.[61]
- Károly Palvicz - fiul lui Ottó Palvicz și a Alfonsinei Plankenhorst, luat în îngrijire de Richárd Baradlay.[24] Moștenește caracterul mamei sale și pleacă în America după ce intră în posesia moștenirii sale, refuzând să-și ajute propria mamă ce fusese alungată din casă de către creditori.[62]

## Scrierea și publicarea romanului

### Contextul istoric al scrierii romanului

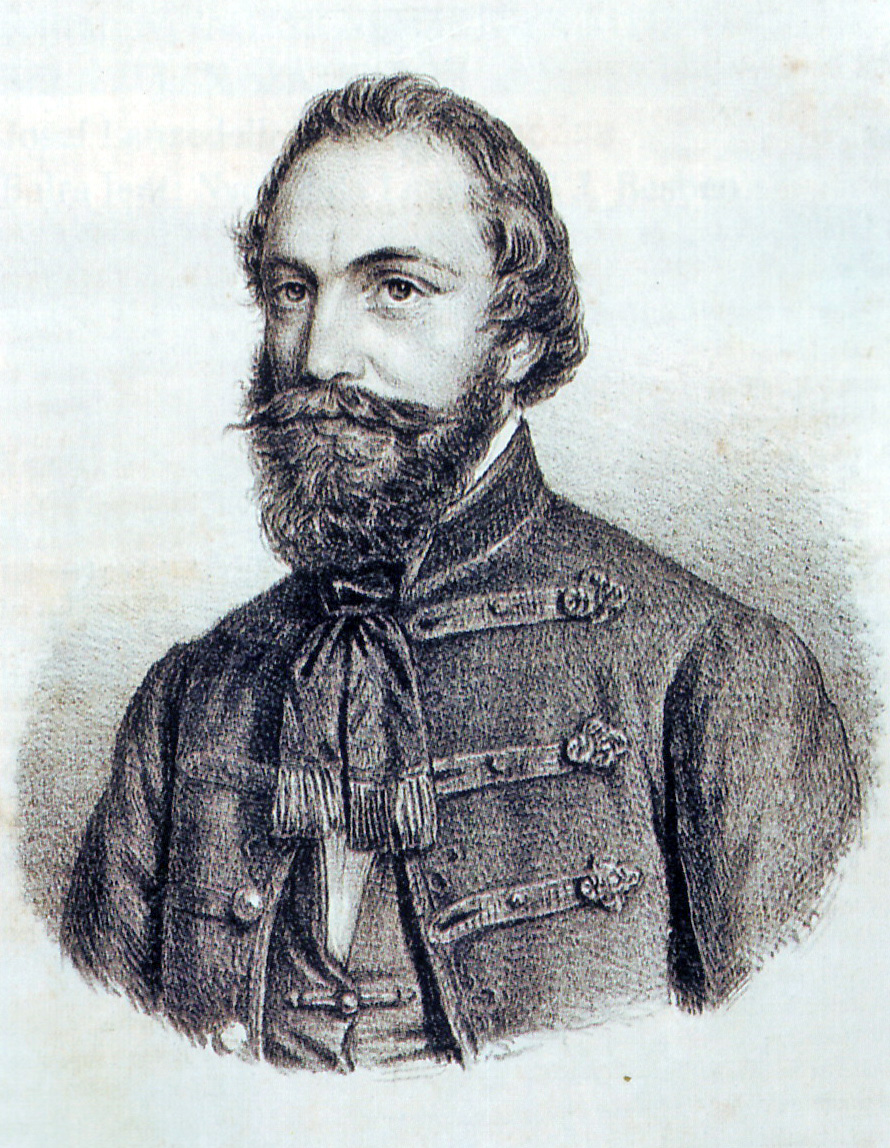
Litografie a lui Jókai realizată în 1860 de pictorul austriac Josef Marastoni.

Participant activ la Revoluția Maghiară din 1848-1849, scriitorul Mór Jókai a considerat că avea datoria să eternizeze acea perioadă de „schimbare a conștiințelor”. „De mult doream să scriu un roman mai amplu, care să oglindească lupta pentru libertate. Pe atunci [în anii 1860 - n.n.] îmi aminteam încă bine de lumea anilor '48-'49; în sufletul meu trăiau și chiar mă obsedau toate figurile mari și mici, tragice și comice ale acelei perioade glorioase și pline de groază; iar eu eram destul de naiv să cred că toate astea pot fi reînviate din cenușă și ceață”, scria Jókai în 1894. El nu a putut să-și materializeze mult timp această intenție deoarece autoritățile imperiale austriece nu au permis rememorarea luptelor naționale antihabsburgice.
În ciuda acestor restricții Jókai a desfășurat o bogată activitate de publicist și scriitor. A publicat numeroase articole și scrieri literare care au fost traduse în mai multe limbi străine. Din cauza cenzurii a fost nevoit să abordeze trecutul îndepărtat al Ungariei în operele sale literare. Figura lui Jókai este conturată din scrierile sale autobiografice și din mărturiile contemporanilor săi. Scriitorul maghiar avea o putere de muncă ieșită din comun: începea să lucreze în zorii zilei și scria fără întrerupere până la ora 10, finalizând în acest timp o nuvelă sau capitolul unui roman. Multe romane apăreau, pe măsură ce erau scrise, ca foiletoane în revistele epocii, apoi erau publicate integral în volum. Rapiditatea activității creative se datora imaginației bogate, elanurilor patetice și ambiției scriitorului.
La începutul anilor 1860 s-a manifestat o ușoară destindere politică, iar Jókai a fost ales deputat în Parlamentul Ungariei și a făcut parte din Partidul Rezoluției condus de contele László Teleki, care susținea realizarea, fără niciun compromis, a reformelor propuse în 1848. În acest context politic nou scriitorul a putut să abordeze o serie de teme care erau interzise până atunci. Astfel, Jókai a scris în anii 1861-1862 un roman intitulat Modele politice (în maghiară Politikai divatok), sperând că noul context politic era propice unui astfel de demers. Acel roman a fost publicat în 1864 sub formă de foileton în ziarul A Hon (Patria) din Pesta, dar a fost mutilat de cenzură. Ziarul a fost de mai multe ori confiscat de autorități, care se temeau de o intensificare a naționalismului revoluționar maghiar. Din acest motiv, autorul a fost nevoit să apeleze la alegorii în prezentarea evenimentelor, pierzându-se o mare parte din calitatea literară și patriotică a textului. Personajele sunt reale, dar au numele schimbate: Pusztafi = Sándor Petőfi, Lavaj = Jókai etc. Evocarea entuziasmantă a revoluției este completată cu reflecțiile amare ale scriitorului atunci când compară trecutul idealizat cu prezentul prozaic, marcat de corupție, birocrație și fals patriotism.

### Scrierea și publicarea romanului

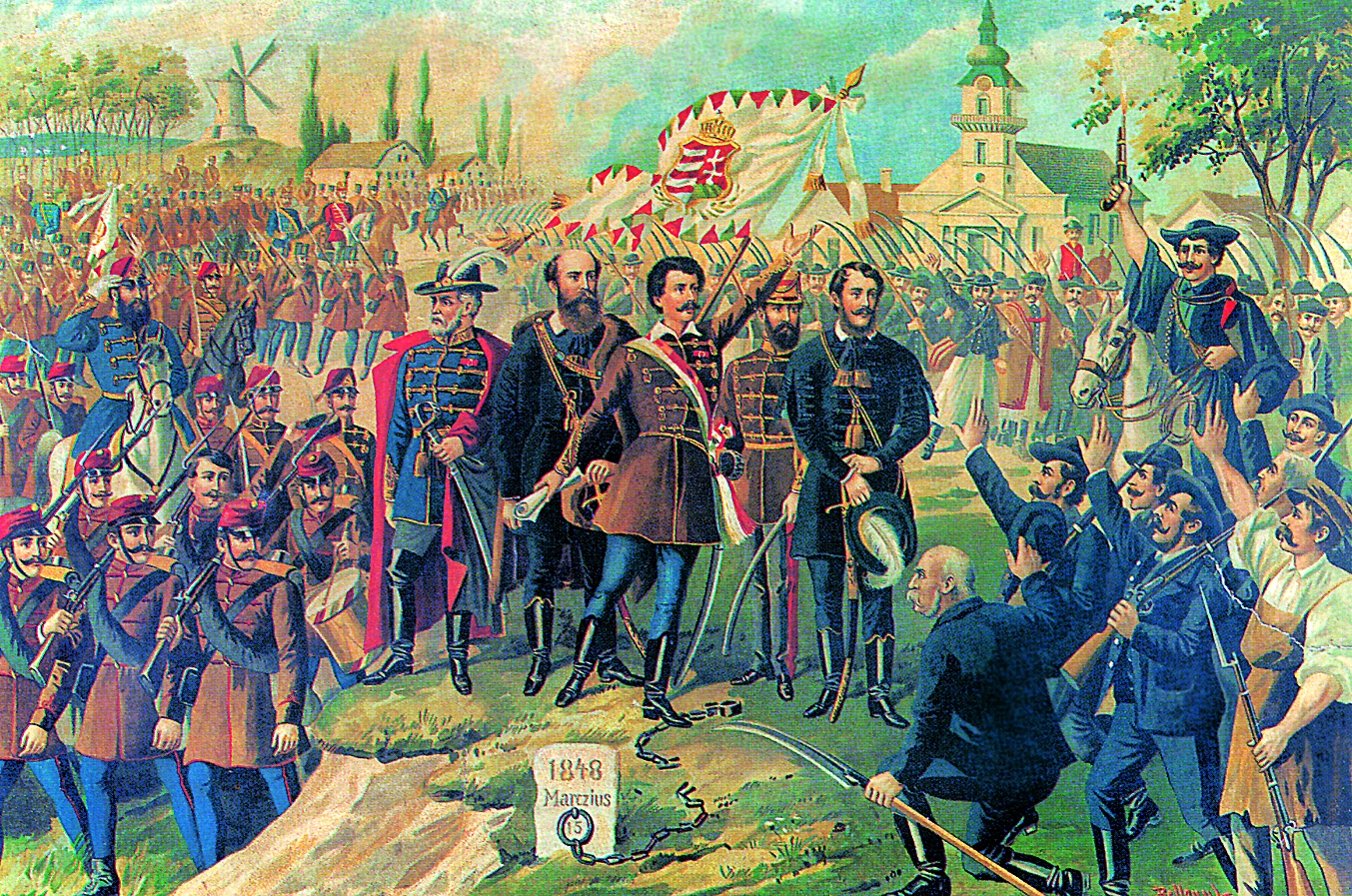
Manifestație maghiară din 1848, pictată de László Bellony. În centru se află Lajos Batthyány, Sándor Petőfi și Lajos Kossuth.

Încheierea Compromisului austro-ungar (1867) a schimbat situația, permițând relatarea necenzurată a evenimentelor desfășurate în timpul Revoluției Maghiare de la 1848-1849. Romanul Fiii omului cu inima de piatră evocă războiul de independență ale Ungariei în noul context istoric marcat de creșterea aspirațiilor politice ale poporului maghiar. Jókai, care prevestea o dezvoltare durabilă a culturii naționale după Compromis, intenționa să reamintească generațiilor mai vechi sau mai noi idealul național al independenței și unității și sacrificiul luptătorilor pentru libertate pentru a contribui la creșterea conștiinței politice a conducătorilor maghiari.

Coperțile primei traduceri în limba română (1970)

Scriitorul s-a documentat în scrierea romanului din lucrarea istorică Magyarország függetlenségi harcának története (1865) a episcopului Mihály Horváth și din știrile publicate în ziarele anilor 1848-1849, dar a inclus, de asemenea, propriile sale amintiri ca revoluționar (efervescența Vienei revoluționare, eliberarea Pestei și asedierea Budei). În plus, unele evenimente i-au fost relatate de prietenul și colegul său de partid Dániel Boczkó, fost comisar al guvernului revoluționar maghiar în Transilvania.
Romanul Fiii omului cu inima de piatră a fost publicat sub formă de foileton în cotidianul A Hon (Patria) din Pesta, în 131 de numere tipărite în perioada 1 ianuarie - 10 octombrie 1869. El a fost tipărit în același an, 1869, de editura Athenaeum din Pesta în șase volume (având 163, 171, 163, 149, 193 și 244 de pagini). În cursul vieții autorului au avut loc trei reeditări ale acestui roman: ed. a II-a (Franklin, Budapesta, 1874, 3 vol.), ed. a III-a (Budapesta, 1895, 2 vol.) și ed. a IV-a (Franklin, Budapesta, 1901, 3 vol.). Acest roman nu mai apelează la alegorii în descrierea evenimentelor istorice din 1848-1849 și nu mai evită să prezinte avântul patriotic din acei ani. Popularitatea romanului a fost uriașă, iar Jókai a devenit unul dintre cei mai iubiți scriitori maghiari.

### Surse de inspirație

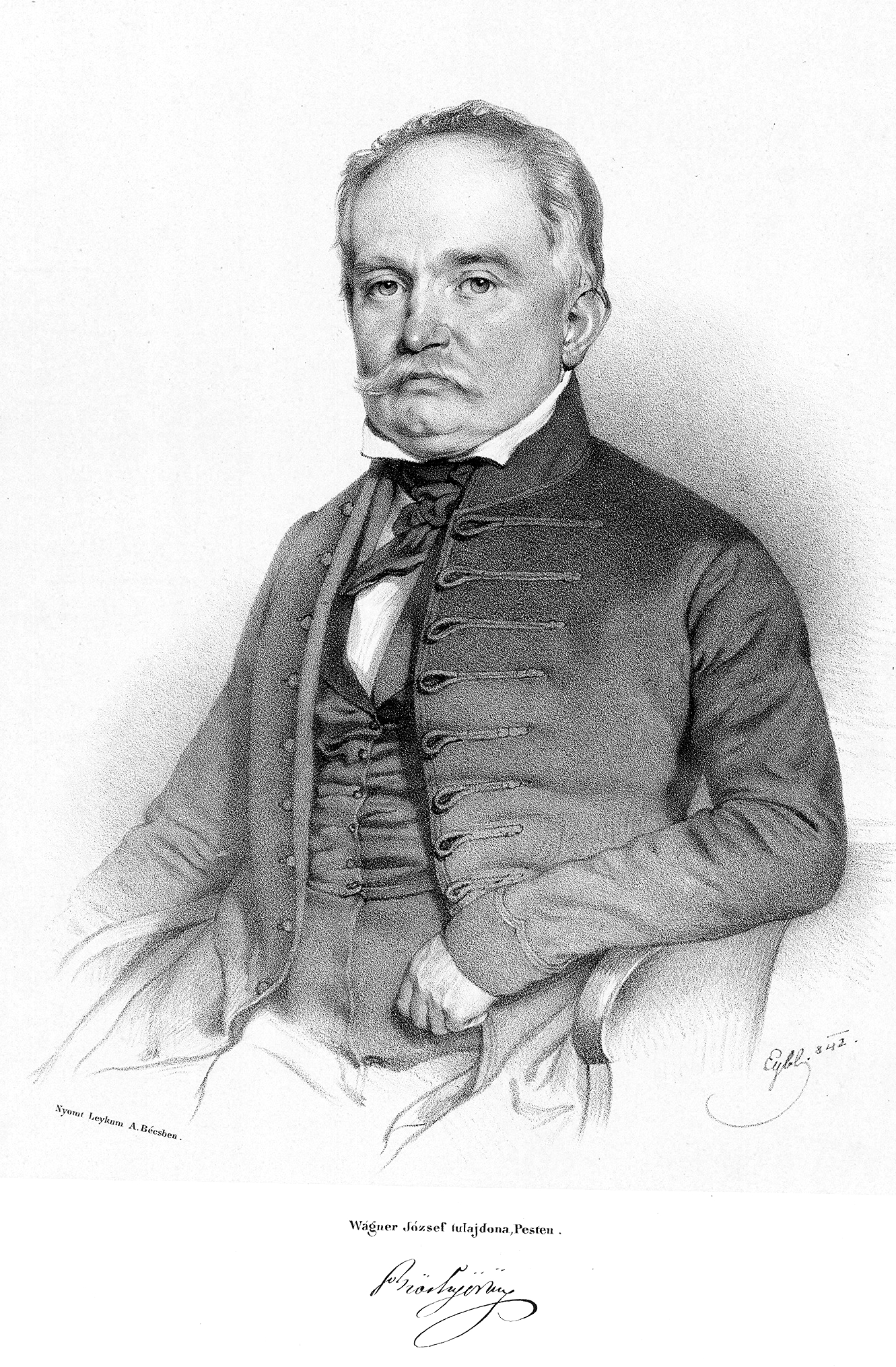
Politicianul liberal Ödön Beöthy (1796-1854) a servit ca model pentru personajul Ödön Baradlay.

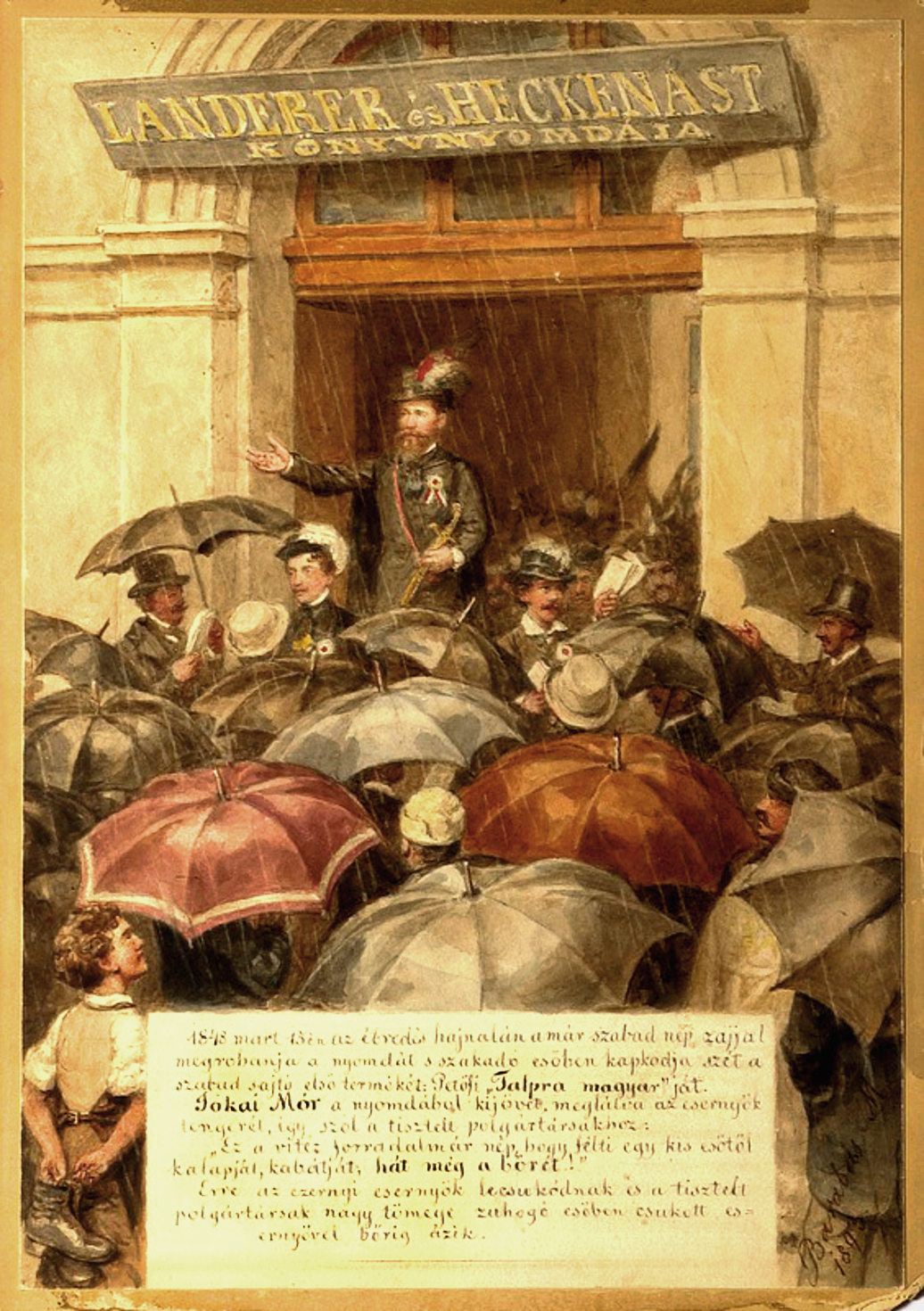
Jókai vorbind unui grup de cetățeni maghiari în 15 martie 1848. Pictură realizată de Miklós Barabás.

### Romantismul eroic

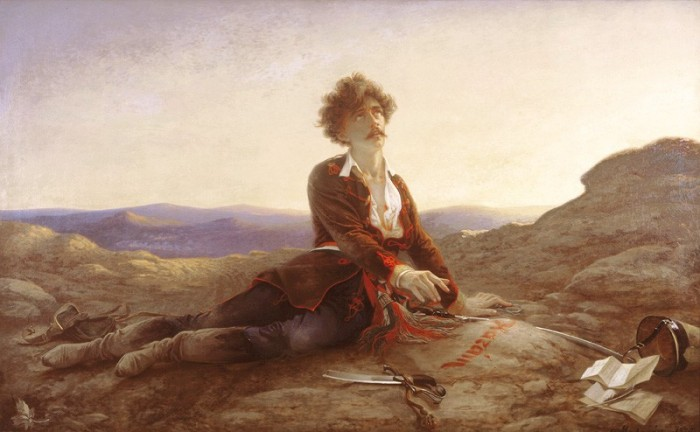
Moartea lui Petőfi (1875), reprezentată de Viktor Madarász.

Traversarea Alpilor de către Hannibal, reprezentată de Heinrich Leutemann.